# Jobellisia nicaraguensis
Jobellisia nicaraguensis är en svampart som först beskrevs av Ellis & Everh., och fick sitt nu gällande namn av M.E. Barr 1993. Jobellisia nicaraguensis ingår i släktet Jobellisia, ordningen Diaporthales, klassen Sordariomycetes, divisionen sporsäcksvampar och riket svampar.   Inga underarter finns listade i Catalogue of Life.